# محمد الشامسی
محمد الشامسی (عربی: محمد حسن الشامسي؛ زادهٔ ۴ ژانویهٔ ۱۹۹۷) بازیکن فوتبال اهل امارات متحده عربی است.
وی همچنین در تیم‌های ملی فوتبال United Arab Emirates U17 United Arab Emirates U19 United Arab Emirates U23 بازی کرده‌است.